# Deutscher Webvideopreis 2014

Logo der Verleihung 2014

Der Deutsche Webvideopreis 2014 wurde am 24. Mai 2014 im Capitol-Theater in Düsseldorf vergeben.

## Hintergrund

### Geschichte
Der Webvideopreis wird seit 2011 von der European Web Video Academy GmbH überreicht. Ausgezeichnet werden herausragende und innovative Webvideos in Blogs oder auf Videoplattformen. Der Preis richtet sich sowohl an Amateure als auch an professionelle Teilnehmer.

### Teilnahmebedingungen
Für die verschiedenen Kategorien können im Voraus Video-Vorschläge abgegeben werden, die folgende Bedingungen erfüllen müssen:
- Die teilnehmenden Videos müssen speziell für das Internet produziert worden sein.
- Sie dürfen nicht älter als ein Jahr sein.
- Die Inhalte müssen deutschsprachig und jugendfrei sein.
- Die Videos dürfen kein Material enthalten, welches gegen das Urheberrecht verstößt.
- Jurymitglieder oder Organisatoren der Veranstaltung dürfen nicht an einem Werk mitgewirkt haben.

### Moderation
Moderatoren der Gala waren die deutschen Comedians Joko Winterscheidt & Klaas Heufer-Umlauf.

### Auswahlverfahren
Aus den knapp 7.000 eingereichten Videos sind 78 Beiträge von einer Fachjury nominiert und in 13 Kategorien mit je sechs Nominierten eingeteilt worden. Die Gewinner wurden zur Hälfte von der Jury, die sich aus ehemaligen Webvideopreisgewinnern zusammensetzt, und zur anderen Hälfte von den Zuschauern, die täglich im Netz für ihre Favoriten abstimmen konnten, gewählt.

### Zuschauer
Das Capitol-Theater in Düsseldorf bot Platz für 1100 Gäste. Der Live-Stream auf YouTube wurde von circa 358.000 Menschen mitverfolgt.

## Nominierte und Gewinner
Beim Webvideopreis 2014 wurden zehn Auszeichnungen in neun Kategorien verliehen. Den Ehrenpreis der Academy erhielt das Komikerduo DieAussenseiter.

### LOL
Die Auszeichnung für das beste komödiantische Webvideo ging an Schüler, die jeder kennt von Bullshit TV.
Bullshit TV: Schüler, die jeder kennt
FernsehkritikTVplus: DAS STUDIO – Folge 1
Coldmirror: Japanoschlampen #22 – Ein grausamer Fluch
3Dudelsack3 (Davis Schulz): TOTE FRAU LEBT??? – Sketch Selbstgedudel
Bullshit TV: Lehrer, die jeder kennt
Klaus Kauker: Klaus Kauker rezensiert Beatrice Egli (DSDS)

### FAQ
Die Auszeichnung für das beste Video, das dem Zuschauer Wissen vermittelt, ging an Woher Schüchternheit kommt von Doktor Allwissend.
Doktor Allwissend: Woher Schüchternheit kommt
Mike Suminski: Wackelfreier filmen – Tipps und Tricks zum sicheren Halten der Kamera
Dagi Bee: ABEND ROUTINE | DAGI BEE
Chiara Nero: LADY GAGA "BORN THIS WAY" SKELETON MAKE UP
Rocket Beans TV: Baking Bad: Superbrot
61 Minuten Sex: Kondom überziehen – SPEZIAL!

### FYI
Rocket Beans TV: Quelle: Internet(Pilot) – Memes, Kim Dotcom, Viral Video Exchange, Social Network News
Alexander Lehmann & Mario Sixtus: Telekom – Netz der Zukunft
TopZehn: Die 10 unheimlichsten Orte der Welt
BeHaind: Wie wird man Spieleredakteur – Es geht los!
Porkchop Media: Die Porks erklären die Welt: Warum ist die Banane krumm?
manniac: Überwachungsstaat – Was ist das?

### Action
Die Auszeichnung für das beste Video des Genres Action ging an The Revenge of the Beasts von Sebastian Linda.
Sebastian Linda: The Revenge of the Beasts
Mario Feil: FRAMED II
Ernie Trölf: SR500 Odenwaldbollern
EMP Rockinvasion: CALIBAN – 2 Nasen tanken Super
Aestivation Entertainment: LOOSE DROPS Wakeskate 2013
Lukas Tielke/peoplegrapher: peoplegrapher. IN THE WOODS 2 with Amir Kabbani

### Now Playing
Die Auszeichnung für das beste Musikvideo ging an die Gruppe Fewjar. Sie gewannen mit dem Video zum Lied S.p.a.m. (feat. Tommy Blackout).
Fewjar: S.p.a.m. (feat. Tommy Blackout)
Gronkh & Sarazar: Elektrotitte (5000 Volt)
Die Lochis: Durchgehend Online
Davis Schulz: Ganz normale Dinge
DieAussenseiter: MüZe
Die Orsons: Lagerhalle

### Newbie
Der Preis für den besten Newcomer ging an den YouTube-Kanal des Rappers Kollegah.
Bosshaft TV: Freuet euch, der Boss ist da
mariemeimberg: Marie malt #Papi lernt fahren #DRAW MY MEMORIES
Hau5test: Steam Controller Revealed – exkl. Dogtag für BF4 Betatester – CN lässt Spielekonsolen zu
RobBubble: So wird man YouTuber
Joyce Ilg: Das große Bestrafungs-Battle mit Andre von Apecrime! – Teil 1/2
VirisWelt: Die #YOLO Generation – #WPDD

### AAA
Die Auszeichnung für das am besten produzierte Video ging an das Musikvideo für das Lied Armageddon des Rappers Kollegah.
Bosshaft TV: Armageddon (1 Mio Facebook Fans Exclusive) prod. by Phil Fanatic, Hookbeats & Sadikbeatz
Frank Sauer: Holi Shit
Herr Bergmann: Adventskalender 2013: Weihnachtsfilm ★ 1. DEZEMBER
MasterJam: FREUNDE! (Cover Musik Video "Die Toten Hosen")
robert loebel: WIND
Felix Ruple: Studies on Hysteria

### Win
Der Award für den besten Imagefilm ging an S’Lebn is a Freid! Die Mutter aller Imagefilme von al dente Entertainment.
al dente Entertainment: S’Lebn is a Freid! Die Mutter aller Imagefilme
REITTV: Mercedes-Benz-Modelle tragen die Namen von Meredith Michaels-Beerbaums Pferden
Ford Deutschland: Sumo-Ringer versuchen in den Ford zu steigen
Berchtesgadener Land – Perle der Alpen: Bayern erleben: Die vier Elemente im Berchtesgadener Land
Edeka: Spotserie III: Der Test
Stihl Deutschland: Daumen hoch für STIHL

### VIP
Der Preis für den einflussreichsten YouTube-Kanal ging and LeFloid.
LeFloid
Dner
KWiNK
BradeTV
Joyce Ilg
Kelly MissesVlog

## Kritik
Die Zeit bezeichnete den Webvideopreis als die „Oscars der Generation YouTube“. Man kritisierte, dass die Veranstaltung eine „testosterongeschwängerte Angelegenheit“ war und sie hauptsächlich von Krawall und Sexismus geprägt war. Die weiblichen YouTuber seien komplett ausgeblendet worden. Für Aufsehen sorgte zudem der Rapper Shneezin, der während der Gala seinen Penis entblößte.